# Біт Адіні
36°42′00″ пн. ш. 38°05′00″ сх. д. / 36.7° пн. ш. 38.083333333333° сх. д.

Біт Адіні

Біт Адіні - арамейська держава на великому вигині річки Верхній Євфрат, столицею був Тіл Барсіп (Масуварі). Ймовірно, місто засновано в Х ст століття до нашої ери. У першій половині ІХ ст. місто панувало над Арам-Нахараїмом (Північна Сирія).
Між 877 і 866 роками до н.е. Біт Адіні був взятий під керівництво тодішнього царя Ашшур Ашшур-назір-апал II. У VIII столітті місцевим володарям вдалося підкорити західні частини Каркемиша. Тіл-Башир був узятий у 857 році, а Тіл-Барсіп — у 865 році.
Біт Адіні стояв на шляху просування ассирійців на захід. Нова столиця Ассирії Калху була заселена Ашшур-назір-апалом II депортованими народами, серед них жителі Біт-Адіні. Його син Шульману-ашаред III (правив у 858–824) вже в перший рік свого правління воював проти Біт Адіні, Біт Агусі та Каркеміша, коли він пішов до «Світанкового моря» (Середземне море). На другий рік свого правління він взяв в облогу Тіл Барсіп, але безуспішно. Цар Ауні втік за Євфрат. На 3-му році свого правління Шульману-ашаред зміг взяти Тіл Барсіп разом з фортецями Пітру і Муткіну, які привласнили арамейці. Нарешті, на 4-му році, ассирійський цар виступив проти Ауні і захопив його та його сім’ю. Численні жителі Біт-Адіні були депортовані (22 000 за літописами), земля була приєднана до провінції Харран, а сам Тіл Барсіп був перейменований в Дур-Шулману-ашаред.
У першій половині VIII ст. до нашої ери повідомляється про Шамши-ілу як губернатора, який керував західними частинами Арам-Нахараїму, включаючи Біт Адіні. Леви над воротами північно-східних воріт Тіл-Барсіпа носять ім’я Шамші-ілу з титулами тюртан (другий після царя) і нагіру рабу (головний глашатай), адміністратор храмів і головнокомандувач армії. Він також був губернатором Хатті, Гуті та всього Нармару. Він також хвалиться підкоренням Урарту. Ім’я царя в написі ніде не зустрічається, що вкрай незвично і свідчить про період слабкості центральної влади.
У 780 роціШайнші-ілу був  при Салманасару IV, 770 році при Ашшур-дані III. і 752 під Ашшур-нірарі V. чиновник з епонімом, таким чином обіймав видатну посаду щонайменше 29 років.
Біт Адіні може бути ідентичним біблійному Бет Еден (byt ʿdn) ( Амос 1:5).

## Володарі
- Ахуні (за часів Ашшур-назір-апала II і Шульману-ашареда III)

## Літератури
- Ernst Honigmann: Bit-Adini. In: Erich Ebeling, Bruno Meissner (Hrsg.): Reallexikon der Assyriologie und Vorderasiatischen Archäologie. Band 2, Walter de Gruyter, Berlin/Leipzig 1938, S. 33–34.
- Abraham Malamat: Amos 1:5 in the Light of the Til Barsip Inscriptions. In: Bulletin of the American Schools of Oriental Research, Bd. 129, 1953, S. 25–26.
- François Thureau-Dangin, Maurice Dunand: Til Barsip I-II. P. Geuthner, Paris 1936.
- John David Hawkins: North Syria and South-East Anatolia. In: Mario Liverani (Hrsg.): Neo-Assyrian geography (= Quaderni di geografia storica. Band 5). Università di Roma, Dipartimento di scienze storiche, archeologiche e antropologiche dell'Antichità, Rom 1995.
- René Labat: Assyrien und seine Nachbarländer (Babylonien, Elam, Iran) von 1000 bis 617 v. Chr. / Das neubabylonische Reich bis 539 v. Chr.. In: Elena Cassin, Jean Bottéro, Jean Vercoutter (Hrsg.): Die Altorientalischen Reiche III. Die erste Hälfte des 1. Jahrtausends (= Fischer Weltgeschichte. Band 4). Fischer Taschenbuch, Frankfurt am Main 1967, S. 9–111, bes. S. 25–31.